# جامعة أيرلانجا
جامعة أيرلانجا (بالإندونيسية: Universitas Airlangga) هي مؤسسة تعليم عالي تقع سورابايا -عاصمة مقاطعة جاوة الشرقية، إندونيسيا . افتتحت رسميا في 10 نوفمبر 1954.

## كليات

### بكالوريوس
- كلية الطب
- كلية طب الأسنان
- كلية الحقوق
- كلية الاقتصادية والأعمال
- كلية الصيدلة
- كلية البيطرية
- كلية علوم الاجتماعية وعلوم السياسة
- كلية العلوم والتقنية
- كلية الصحة العامة
- كلية علم النفس
- كلية علوم الثقافة
- كلية التمريض
- كلية علوم الأسماك وعلوم البحرية

### الدراسات العليا

#### ماجستر
- ماجستر في علوم الطب
- ماجستر في علوم الطب الأسنان
- ماجستر في علوم الصحة الرياضة
- ماجستر في علوم الصحة الاستنساخية
- ماجستر في علم الاحياء الاستنساخية
- ماجستر في علم المناعة
- ماجستر في علم الحقوق
- ماجستر في علم الإدارة
- ماجستر في علم العلاقة الدولية
- ماجستر في علوم الاجتماعية
- ماجستر في الطب الشرعي
- ماجستر في تطوير الثروة الإنسانية
- ماجستر في علم طب الاستوائي
- ماجستر في الإدارة
- ماجستر في المحاسبة
- ماجستر في الحقوق
- ماجستر في كتابة العدل

#### دكتوراه
- دكتوراه في علوم الطب
- دكتوراه في علوم الصحية
- دكتوراه في الرياضيات والعلوم
- دكتوراه في علوم الحقوق
- دكتوراه في علوم الاقتصادية
- دكتوراه في علوم الاجتماعية
- دكتوراه في علوم الصيدلة

## الوصلات الخارجية
- (بالإندونيسية) الموقع الرسمي لجامعة أيرلانجا